# 永安县 (福建省)
永安县，明朝时设置的县。在今福建省永安市。
景泰三年（1452年），析沙县、尤溪县地置，属延平府。清朝仍属延平府。民国初年，属建安道。1950年1月27日，中国人民解放军占领永安县，此后历属永安专区（1950-1956年）、龙岩地区（1956-1961年）、三明市（1961-1963年）、三明专区或三明地区（1963-1983年）。1983年起，隶属于三明市（地级市）。1984年9月，撤县设市，即今永安市（县级市）。